# Чибо
Чибо, наричано още Кибо (на италиански: Cybo), е италианска благородническа фамилия от генуезки произход.

Първите сигурни новини за Чибо датират от XV век: Арано, генуезки гражданин и благородник, който заема високи постове в Неапол и Рим и също е римски сенатор. Състоянието на рода обаче води началото си от избирането от Джовани Батиста Чибо, син на Арано, който става папа с името Инокентий VIII. 
Семейство Чибо са свързани с някои от най-известните и важни италиански фамилии, включително Медичите от Флоренция, Дела Ровере от Урбино, Есте от Модена, Маласпина от Маса и Карара и имат връзки с банкерското семейство Алтовити. По-специално династията Чибо-Маласпина произхожда от брака на Лоренцо Чибо, граф на Ферентило, с Ричарда Маласпина, която управлява Маса и Карара до края на XVIII век.
Клон на Чибо, свързан с рода Тринчи, се слива в умбрийското семейство Френфанели, което изчезва в Строци от т. нар. клон „Мантуа“ с брака през 1882 г. между графиня Рита Френфанели-Чибо и маркиз Пио Луиджи Строци.

## История
Чибо се установяват за постоянно в Генуа през X век, когато Франческо, загубил имотите си в родината си, намира убежище в столицата на Лигурия при някои роднини. Някой си Томазо Чибо се премества в Неапол, давайки началото на рода Томачели.
Чибо образуват един от генуезките благороднически консорциуми, в който се събират различните благороднически фамилии на града. Много семейства от генуезкия патрициат са събрани в Консорциум „Чибо“.
През 1484 г. папа Инокентий VIII дарява на Чибо феодалното владение на абатството „Сан Пиетро ин Вале“ във Ферентило.
Чибо придобиват Маркграфство (по-късно Херцогство) Маса благодарение на брака между Лоренцо Чибо и Ричарда Маласпина. След екзекуцията на най-големия им син Джулио, вторият им син Алберико I е истинският инициатор на Синьория Маса и приема двойното фамилно име Чибо-Маласпина.
|  | Тази страница частично или изцяло представлява превод на страницата Cybo в Уикипедия на италиански. Оригиналният текст, както и този превод, са защитени от Лиценза „Криейтив Комънс – Признание – Споделяне на споделеното“, а за съдържание, създадено преди юни 2009 година – от Лиценза за свободна документация на ГНУ. Прегледайте историята на редакциите на оригиналната страница, както и на преводната страница, за да видите списъка на съавторите. ВАЖНО: Този шаблон се отнася единствено до авторските права върху съдържанието на статията. Добавянето му не отменя изискването да се посочват конкретни източници на твърденията, които да бъдат благонадеждни. |